# استان جوف (عربستان سعودی)
استان جوف (به عربی: منطقة الجوف)، از استان‌های عربستان سعودی در شمال این کشور است.

## خصوصیات
استان جوف، ۱۰۰٬۲۱۲ کیلومترمربع مساحت و ۴۴۰٬۰۰۹ نفر جمعیت دارد.